# Палым (река)
Палым — река в России, протекает по Игринскому району Республики Удмуртия. Устье реки находится в 19 км по левому берегу реки Ита. Длина реки составляет 14 км.
Исток расположен восточнее деревни Порвай. Река течёт на северо-восток, протекает две деревни по имени Палым, Палым (Сепское сельское поселение) и Палым (Беляевское сельское поселение). Чуть ниже последней впадает в Иту.
Приток — Лужанка (правый).

## Данные водного реестра
По данным государственного водного реестра России относится к Камскому бассейновому округу, водохозяйственный участок реки — Чепца от истока до устья, речной подбассейн реки Вятка. Речной бассейн реки — Кама.
Код объекта в государственном водном реестре — 10010300112111100032837.